# Pukkisaari (ö i Kajanaland, Kehys-Kainuu, lat 65,13, long 28,07)
Pukkisaari är en ö i Finland. Den ligger i sjön Suolijärvi och i kommunen Puolango i den ekonomiska regionen  Kehys-Kainuu  och landskapet Kajanaland, i den centrala delen av landet, 600 km norr om huvudstaden Helsingfors. Öns area är 0,6 hektar och dess största längd är 140 meter i sydväst-nordöstlig riktning.